# Спиносад
Спиносад — инсектицид, активные ингредиенты которого производятся бактерией Saccharopolyspora spinosa.

## Применение
- Инсектицид для борьбы со многими вредителями: Lepidoptera, Diptera, Thysanoptera, Coleoptera, Orthoptera, Hymenoptera и другими[1]. Зарегистрирован в США как пестицид с 1997 г. Победитель "Presidential Green Chemistry Challenge" в 1999 г.[2] Спиносад является биопестицидом и используется в органическом сельском хозяйстве в США (NOP[англ.][3]) и других странах.

- Средство от блох для кошек и собак (жевательные таблетки)[4]. Одобрен для применения: США (2007)[5].

- Наружное лекарственное средство (суспензия) для лечения педикулёза у пациентов с 4-х лет[6]. Одобрен для применения: США (2011)[7].

## Механизм действия
Препарат вызывает возбуждение мотонейронов паразитов, что приводит их к параличу и гибели.